# Bo Diddley (album 1962)
Bo Diddley è l'ottavo album discografico del musicista rock and roll statunitense Bo Diddley, pubblicato nell'agosto 1962 dalla Checker Records.
Avendo il medesimo titolo, l'album non è da confondersi con l'omonima compilation del 1958.
In Gran Bretagna, Bo Diddley venne pubblicato su etichetta Pye International Records, e raggiunse la posizione numero 11 nella Official Albums Chart riscuotendo un grosso successo.

## Tracce
- Tutti i brani sono opera di Ellas McDaniel (Bo Diddley), eccetto dove indicato diversamente.

Lato 1
1. I Can Tell (Samuel Smith, McDaniel) – 4:27
2. Mr. Khrushchev – 2:56
3. Diddling – 2:12
4. Give Me a Break – 2:07
5. Who May Your Lover Be – 2:54
6. Bo's Bounce – 1:35

Lato 2
1. You Can't Judge a Book by the Cover (Willie Dixon) – 2:43
2. Babes in the Woods – 2:10
3. Sad Sack – 2:38
4. Mama Don't Allow No Twistin' – 2:10
5. You All Green – 3:03
6. Bo's Twist – 2:32

## Formazione
- Bo Diddley – voce, chitarra
- Jerome Green – maracas, cori
- Peggy Jones – chitarra ritmica, cori
- Frank Kirkland – batteria
- Clifton James – batteria
- Willie Dixon – contrabbasso
- Ralph Bass – produzione
- Phil Chess – supervisione
- Ron Malo – ingegnere del suono
- Don Bronstein – cover art